# Obertura Ware
L'obertura Ware (o obertura del peó de torre dama), és una obertura d'escacs poc comuna, que comença amb el moviment:
1.a4
S'anomena així en honor del jugador d'escacs estatunidenc Preston Ware, qui sovint jugava obertures inusuals. La Ware es considera una obertura irregular, i es classifica sota el codi A00 a l'Enciclopèdia d'Obertures d'Escacs.
|  |

## Idea de l'obertura
L'obertura Ware ataca la casella b5 i prepara el camí per portar la torre d'a1 al joc. La casella b5 no és essencial, i si el negre fa 1...e5, l'alfil de f8 evita el desenvolupament de la torre blanca de moment. La resposta 1...e5 també guanya espai per a les negres al centre, un objectiu típic de moltes obertures, però completament ignorat per l'obertura Ware. Per tot això, aquesta obertura és normalment jugada només per jugadors completament novells.
Un jugador experimentat que faci servir l'obertura Ware contestarà normalment a 1...d5 o 1...e5 amb 2.d4 o 2.e4, respectivament, ja que una defensa escandinava o un gambit Englund revertits serien dolents aquí. En algun punt posterior es jugarà el moviment a5, seguit de Ta4 (ja que Ta3?? convidaria a ...Axa3 Cxa3 amb un avantatge definitiu per a les negres).
Al Campionat del món d'escacs ràpids de 2012, 1.a4 es va fer servir, com una broma, per Magnus Carlsen contra Teimur Radjàbov, qui durant el campionat de dos anys enrere li havia dit: "tothom s'està cansant. Podries començar amb 1.a4 i encara els podries vèncer." La partida aviat es convertia en una mena d'obertura dels quatre cavalls on Carlsen finalment s'imposà.

## Variants
Hi ha unes quantes variants de l'obertura Ware amb nom propi. Les més conegudes són:
- 1...e5 2.h4 - la variant Crab. No fa res per ajudar les blanques, sinó que més aviat debilita la seva posició encara més.
- 1...e5 2.a5 d5 3.e3 f5 4.a6 - el gambit Ware.
- 1...b6 2.d4 d5 3.Cc3 Cd7 – el gambit Cologne.
- 1...b5 2.axb5 Ab7 - el gambit de l'ala de l'obertura Ware.
- 1...a5 - la rarament vista variant simètrica.